# Raúl Alberto Lastiri
Raúl Alberto Lastiri (Buenos Aires, 11 de setembro de 1915 — Buenos Aires, 11 de dezembro de 1978) foi um político argentino que assumiu interinamente a presidência da Argentina de 13 de julho de 1973 a 12 de outubro de 1973. Após o golpe contra Perón foi preso um mês detido  na cidade de Buenos Aires, por exigir o retorno da democracia ao país.
Lastiri, que era presidente da Câmara dos Deputados da Argentina, foi promovido a presidente do país após Héctor Cámpora e Vicente Solano Lima terem renunciado. Ele organizou novas eleições e passou o comando do governo para Juan Perón, que venceu a eleição com mais de 60% dos votos.
Durate seu breve mandato, em agosto de 1973, Cuba concedeu um empréstimo de 200 milhões de dólares para aquisição de máquinas e automóveis. José Ber Gelbard, também confirmado como ministro da Economia, ele continuou a sua política anterior, o controle da inflação e o anúncio de um plano de três anos de desenvolvimento.